# Кисловка (Томская область)
Ки́словка — деревня в Томском районе Томской области России. Входит в состав Заречного сельского поселения. Находится в пригородной зоне Томска. Население 9482 человек (2021).
Деревня лидер Заречного сельского поселения по численности населения,
социально-экономическому потенциалу:38

## Топоним
В различных исторических документах встречаются названия: Кислова, Кислово, Кисловова.

## География
Деревня расположена на реке Кисловка (левый приток Томи).

### Уличная сеть
- Улицы: Берёзовая, Ванина, Вишнёвая, Дальняя, Дружная, Лесная, Мира, Молодёжная, Некрасова, Песочная, Полевая, Садовая, Советская, Солнечная, Сосновая, Строителей, Строительная, Театральная, Винтера, Украинская, Российская.
- Переулки: Молодёжный, Новый, Солнечный, Земляничный, Ромашковый, Пограничный[5].

### Климат
Климат холодно-умеренный. Количество осадков значительное, даже в засушливые месяцы часто бывают дожди. Согласно классификации климатов Кёппена — тёплый влажный континентальный климат (индекс Dfb). Средняя температура воздуха за год — 0,8 °С. Среднее количество осадков за год составляет 531 мм (см. таблицу).
| Показатель                    | Янв.  | Фев.  | Март  | Апр. | Май  | Июнь | Июль | Авг. | Сен. | Окт. | Нояб. | Дек.  | Год |
| ----------------------------- | ----- | ----- | ----- | ---- | ---- | ---- | ---- | ---- | ---- | ---- | ----- | ----- | --- |
| Средний суточный максимум, °C | −13,3 | −11,2 | −2,4  | 6,6  | 15,9 | 22,4 | 25,1 | 21,4 | 15,2 | 4,7  | −5,2  | −11,2 | 5,7 |
| Средняя температура, °C       | −17,2 | −16   | −7,8  | 1,6  | 9,8  | 16,3 | 19,4 | 16,1 | 10,2 | 1,3  | −8,9  | −15,2 | 0,8 |
| Средний суточный минимум, °C  | −21,1 | −20,7 | −13,1 | −3,4 | 3,8  | 10,3 | 13,7 | 10,8 | 5,3  | −2,1 | −12,5 | −19,1 | −4  |
| Норма осадков, мм             | 31    | 20    | 21    | 29   | 45   | 62   | 72   | 69   | 45   | 51   | 49    | 37    | 531 |
| Источник:                     |       |       |       |      |      |      |      |      |      |      |       |       |     |

### Природа
В деревне есть чистое озеро.

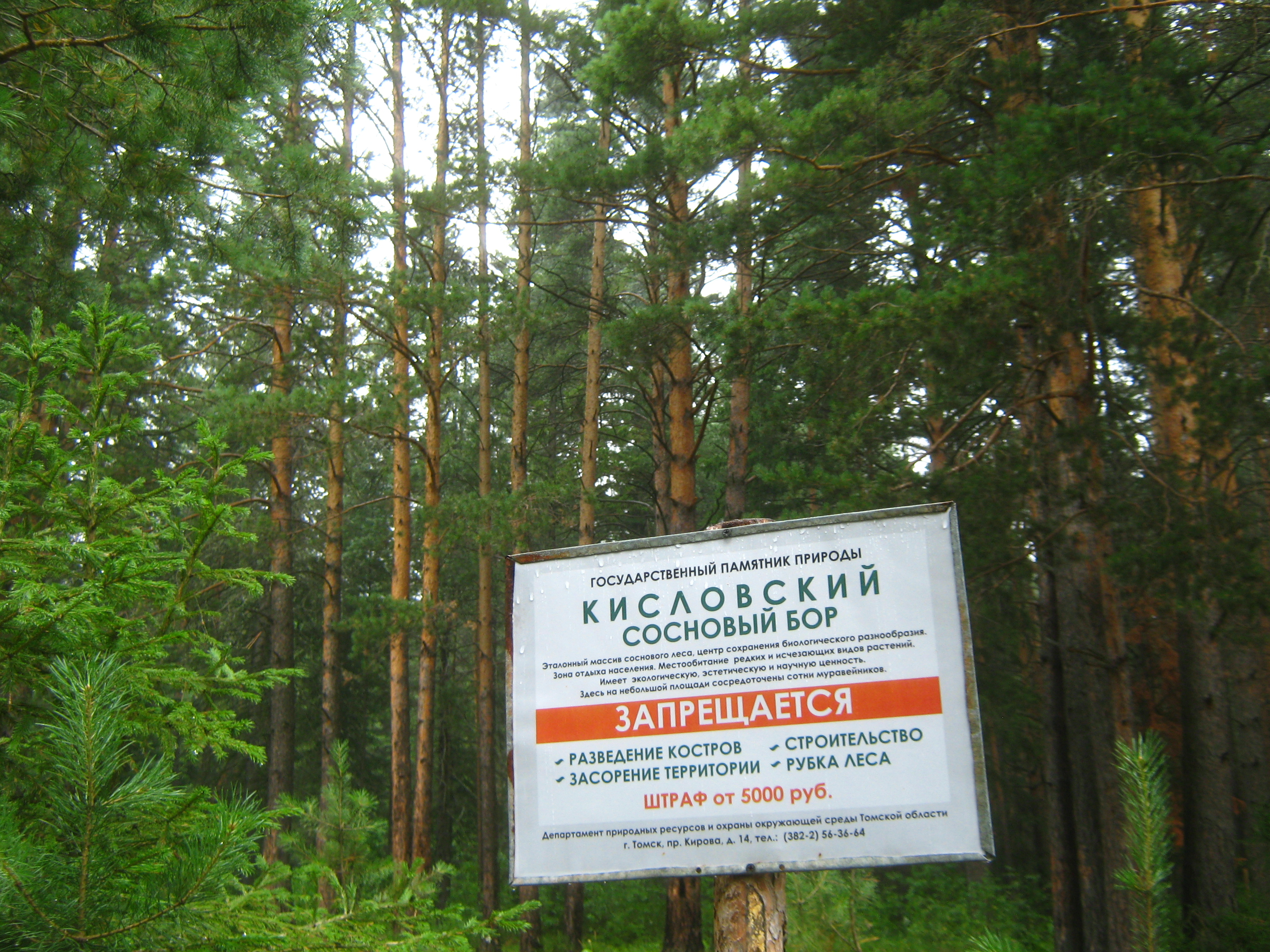
Кисловский бор

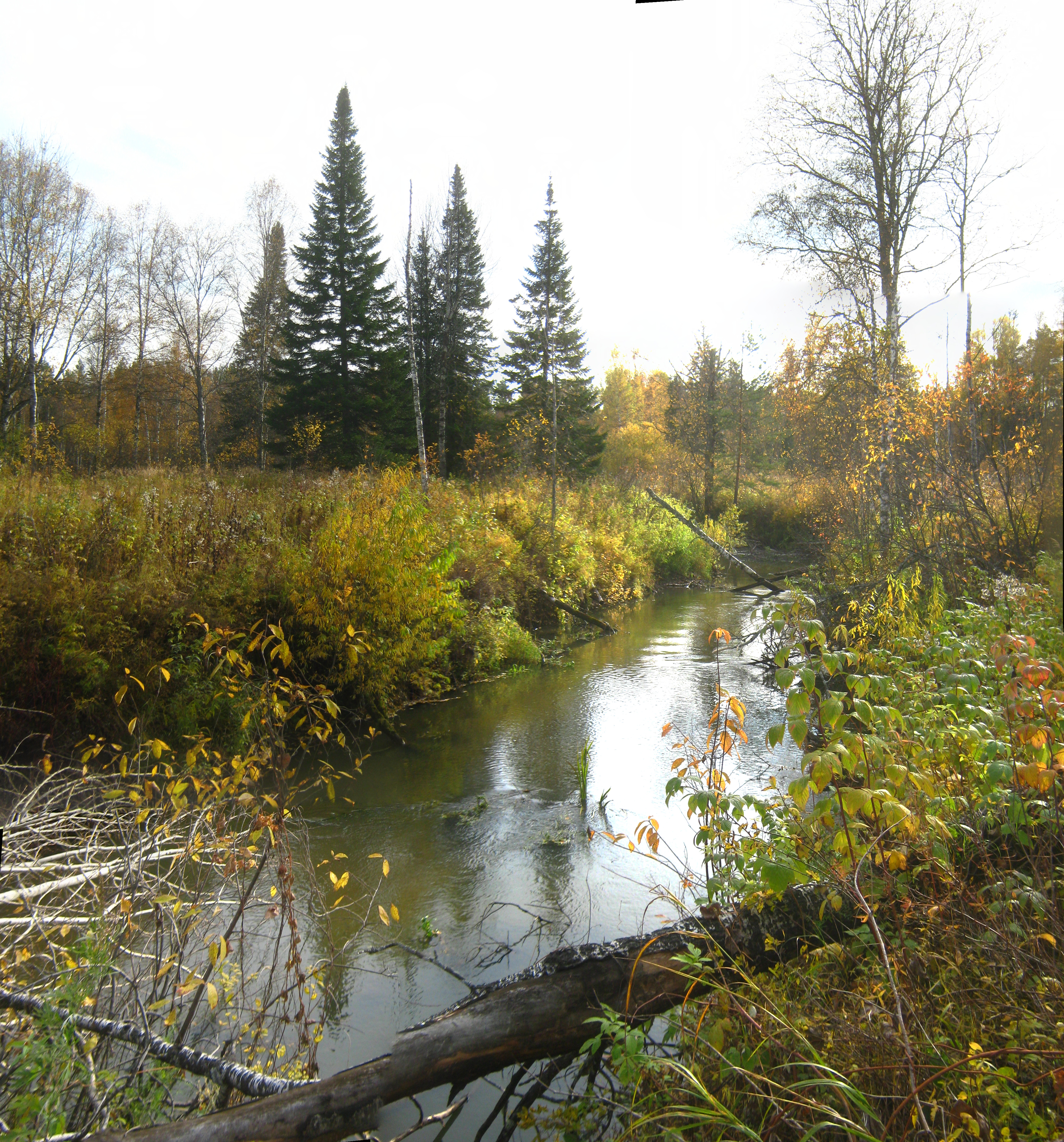
Река Кисловка возле Кисловки

Площадь лесов — 358 га. Запас лесонасаждений (в тысячах кубометрах) — 36,3, в том числе спелых и перестойных — 9,7
Рядом с деревней, на месте леса, жилищный кооператив «Гармония» за два года планирует построить триста частных домов, детский сад и поликлинику.
У северного края деревни расположен памятник природы Кисловский бор — эталонный участок сосновых лесов Обь-Томского междуречья площадью 31,9 га. На территории бора растут занесённые в Красную книгу Томской области можжевельник сибирский:24, можжевельник обыкновенный, кандык сибирский, первоцвет крупночашечный и дремлик зимовниковидный. Также на территории памятника природы обитают включённые в Красную книгу Томской области филин, бородатая неясыть, обыкновенный зимородок, таёжный сверчок, рогачик однорогий, Голубянка арион. Филин и кандык сибирский занесены также в Красную книгу Российской Федерации. К основным объектам охраны относится также уникальное поселение муравьёв, включающее около 200 колоний 18 разных видов. Виды муравьев, встречающиеся на данной территории: Род Рыжий лесной муравей (Формика руфа); Черноголовый лесной муравей (Формика руфа уралензис); Род Древоточец (Компанотус); Род Мирмики; Род
Лептоторепсы; Формиконсенус:24.

## История
Деревня основана в 1776 году.
Жители занимались хлебопашеством и животноводством, а также пчеловодством и заготовкой дров для продажи в Томске. В 1859 в деревне насчитывалось 35 крестьянских дворов, в 1893 — 33 крестьянских и 2 некрестьянских двора, в 1911 — 38 дворов, в 1920 — 49 дворов, в 1924 — 43 двора. Имелась мелочная лавка.
До 1890 года в деревне действовал лазарет для ссыльных, следовавших в Нарым. В 1896 году в Кисловке создаётся первая в Сибири детская летняя оздоровительная колония Общества содействия физическому развитию. Под наблюдением врачей дети занимались здесь сельскохозяйственным трудом. Для этого в Кисловке создана молочная ферма, пасека, колонисты занимались также полеводством, огородничеством, выращивали ягоды.
В 1929 году в Кисловке создаётся колхоз «Вторая пятилетка», с 1960-х включённый в состав совхоза «Томский». Имелись молочная ферма, кузница, конюшня, магазин, начальная школа. На фронт во время Великой Отечественной Войны ушло 50 кисловчан, 23 из которых погибли. После войны в результате проводимой в 1950—60-х годах политики укрупнения колхозов, в Кисловке оставались всего 3 двора, и в 1968 Кисловка признана неперспективной деревней.
В 1982 году Кисловка вошла в состав совхоза «Чернореченский», включивший земли близлежащих хозяйств — всего 5729 га, в том числе посевы — 1449 га, сенокосы — 81 га, пастбища — 161 га. Основное направление деятельности совхоза — картофелеводство и овощеводство, имелось также 1547 голов крупного рогатого скота.

### Административно-территориальная принадлежность
В конце XIX — начале XX века деревня числилась в Спасской волости Томского уезда, Томской губернии. В 1920-х входила во 2-й Томский район Томского округа, в 1930-х — в Томский район Западно-Сибирского края, с 1937 — Новосибирской области, с 1944 — Томской области. На местном уровне, с 1920-х входит в состав Коларовского сельсовета, с 1932 — Головинского сельсовета, с 1940-х — Тахтамышевского сельсовета, в 1960 — 80-х — Кафтанчиковского сельсовета. В 1991 образован Кисловский сельский Совет народных депутатов, в декабре 1993 преобразованный в Кисловскую сельскую администрацию. С 2005 в составе Заречного сельского поселения.

## Население
| 2002 | 2008  | 2009  | 2010  | 2011  | 2012  | 2013  | 2014  | 2015  | 2021  |
| ---- | ----- | ----- | ----- | ----- | ----- | ----- | ----- | ----- | ----- |
| 2624 | ↘2588 | ↗2638 | ↗2929 | ↗2937 | ↗3047 | ↗3123 | ↗3139 | ↗3180 | ↗9482 |

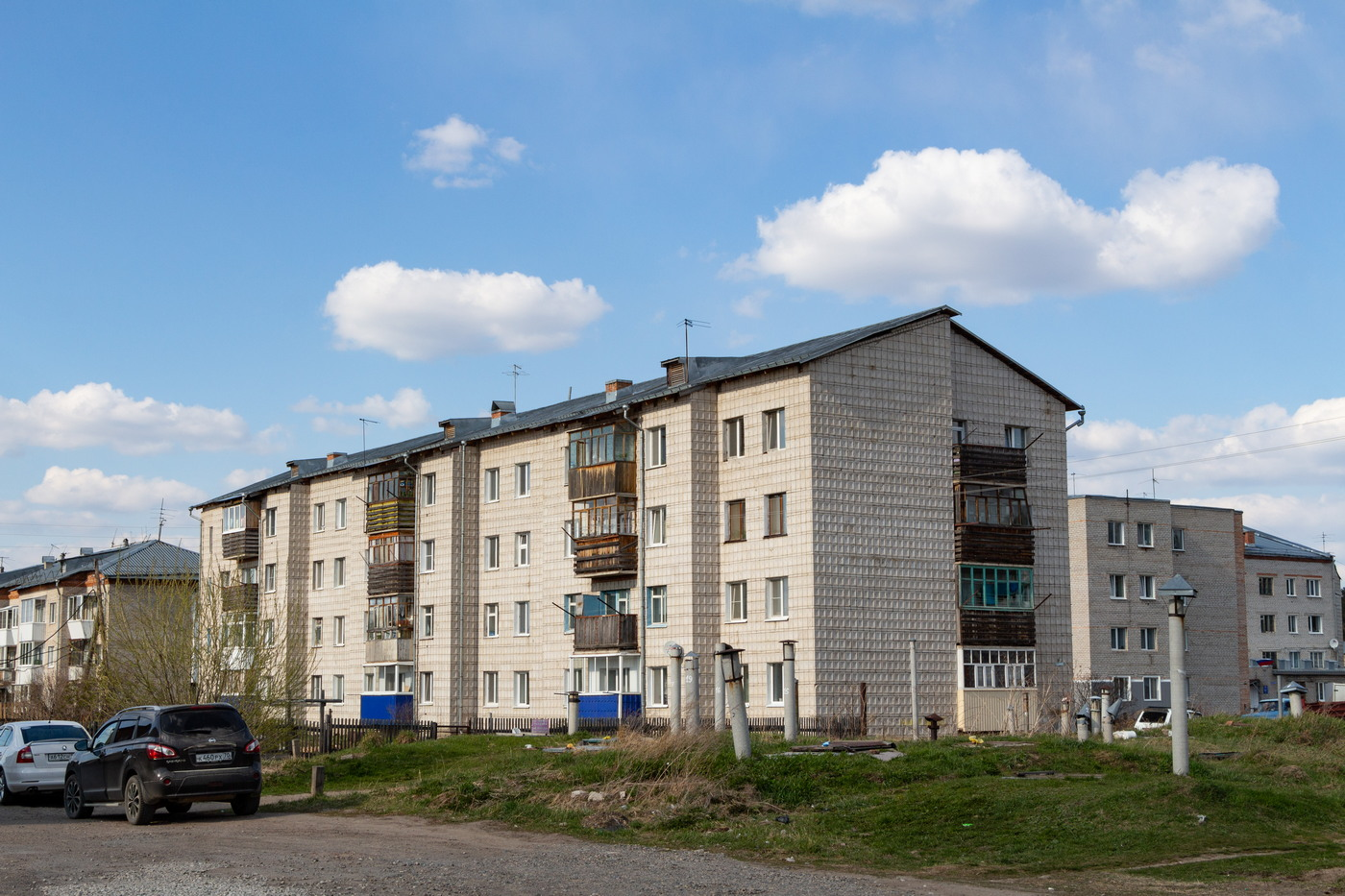
Деревня Кисловка, улица Мира, 7

На 2017 год из 6455 жителей дошкольного возраста (до 6 лет) — 782, младшего школьного возраста (7-13 лет) — 651, старшего школьного возраста (14-17 лет) — 239, трудоспособного возраста (от 18 лет) — 3519, пенсионеры — 1264.

## Экономика
В деревне работает несколько предприятий, преимущественно связанных с сельским хозяйством. ЗАО «Овощевод» выращивает картофель, овощные и зеленные культуры. В январе 2005 на базе животноводческого комплекса этого ЗАО создано ООО «Кисловское» (производство молока). С 1996 работает частное предприятие Е. Тулупова, изготавливающее овсяную и гречневую муку и крупы. В 2001 открыто предприятие ООО «Кристалл-Оптторг», занимающееся переработкой рыбы. Кроме того, действуют предприятия ООО «Аконит», АОЗТ «Кисловское», ТОО «Орнамент», ТОО «Сельхозмонтаж», ООО «Статус», «Томсксельхозводстрой».
С 1985 года действует подразделение Сибирского научно-исследовательского института сельского хозяйства и торфа (СибНИИСХиТ), ранее входившее в состав Сибирского НИИ торфа Сибирского отделения РАСХН). В его составе лаборатория, производственная база, цех мицелия и цех гуматов.

## Инфраструктура
Населённый пункт застраивается многоэтажными жилыми домами — с 1982 года проходило заселение первых пятиэтажных домов.
В 1982 году открыта библиотека (на 2012 год -  11,2 тыс. экз. 
хранения):52, в 1983 клуб со зрительным залом на 100 мест и киноустановкой, позже преобразованный в Дом культуры (МУК «Центр досуга»  по ул. Мира, 16).
Работает фельдшерско-акушерский пункт, детский сад (МДОУ «ЦРР — детский сад д. Кисловка» по ул. Мира, 4-а). С 1995 в Кисловке действует художественный музей-мастерская «Мирная игрушка» (статус музея получен в 2001). В 2005 открыт Музей образования Томского района, в 2006 — Музей спортивной славы Томского района.
В 2023 году обсуждалось возведение скейт-парка в микрорайоне «Северный» на ул. Анны Ахматовой.
В 1930-х в деревне открыта начальная школа, в 1983 — средняя общеобразовательная школа. Кисловская школа является базовой площадкой кафедры педагогики и психологии Томского инхтитута повышения квалификации работников образования. Первым директором Кисловской средней школы в период с 1983 по 1989 гг. был кандидат педагогических наук Меденцев Анатолий Андреевич, который награждён Орденом Трудового Красного Знамени.
В 1984 году создан клуб юных техников, с 2002 работающий как межшкольный учебный комбинат, где учащиеся получают профессии тракториста, парикмахера, тепличницы, мастера машинного доения. С декабря 1985 работает детская музыкальная школа (МОУ ДОД «Детская школа искусств д. Кисловка»).

## Транспорт
Добраться до деревни из Томска можно на автобусе № 150, который начал курсировать в 1982 году.
В районе Кисловки, рядом с деревней Головина расположен спортивный аэродром ДОСААФ.